# تفنگداران دریایی قاره‌ای
تفنگداران دریایی قاره‌ای (انگلیسی: Continental Marines) نیروی پیاده‌نظام آبی-خاکی مستعمرات آمریکا (و بعدها ایالات متحده آمریکا) در طول جنگ انقلاب آمریکا بودند. این سپاه در ۱۰ نوامبر ۱۷۷۵ توسط کنگره قاره‌ای تشکیل شد و در سال ۱۷۸۳ منحل گردید. مأموریت آنها چند منظوره بود، اما مهم‌ترین وظیفه آنها خدمت به‌عنوان نیروهای امنیتی در عرشه کشتی و محافظت از کاپیتان کشتی و افسرانش بود. در طول درگیری‌های دریایی، علاوه بر هدایت توپ‌ها به همراه خدمه کشتی، تیراندازان دریایی در بالای دکل‌های کشتی مستقر می‌شدند تا به‌طور خاص افسران، توپچی‌های دریایی و سکانداران حریف را هدف قرار دهند.
در مجموع، ۱۳۱ افسر تفنگدار دریایی مستعمراتی و احتمالاً بیش از ۲۰۰۰ تفنگدار دریایی مستعمراتی ثبت نام شده در این نیرو وجود نداشت. اگرچه تفنگداران دریایی به صورت انفرادی برای معدود کشتی‌های نیروی دریایی ایالات متحده آمریکا به خدمت گرفته شدند، اما این سازمان تا سال ۱۷۹۸ دوباره ایجاد نشد. علیرغم فاصله زمانی بین انحلال تفنگداران دریایی قاره‌ای و سازمان فعلی، جانشین تفنگداران دریایی قاره‌ای، سپاه تفنگداران دریایی ایالات متحده آمریکا، دهم نوامبر ۱۷۷۵ را به‌عنوان آغاز به کار خود ثبت کرده است.